# Madame de Brinvilliers

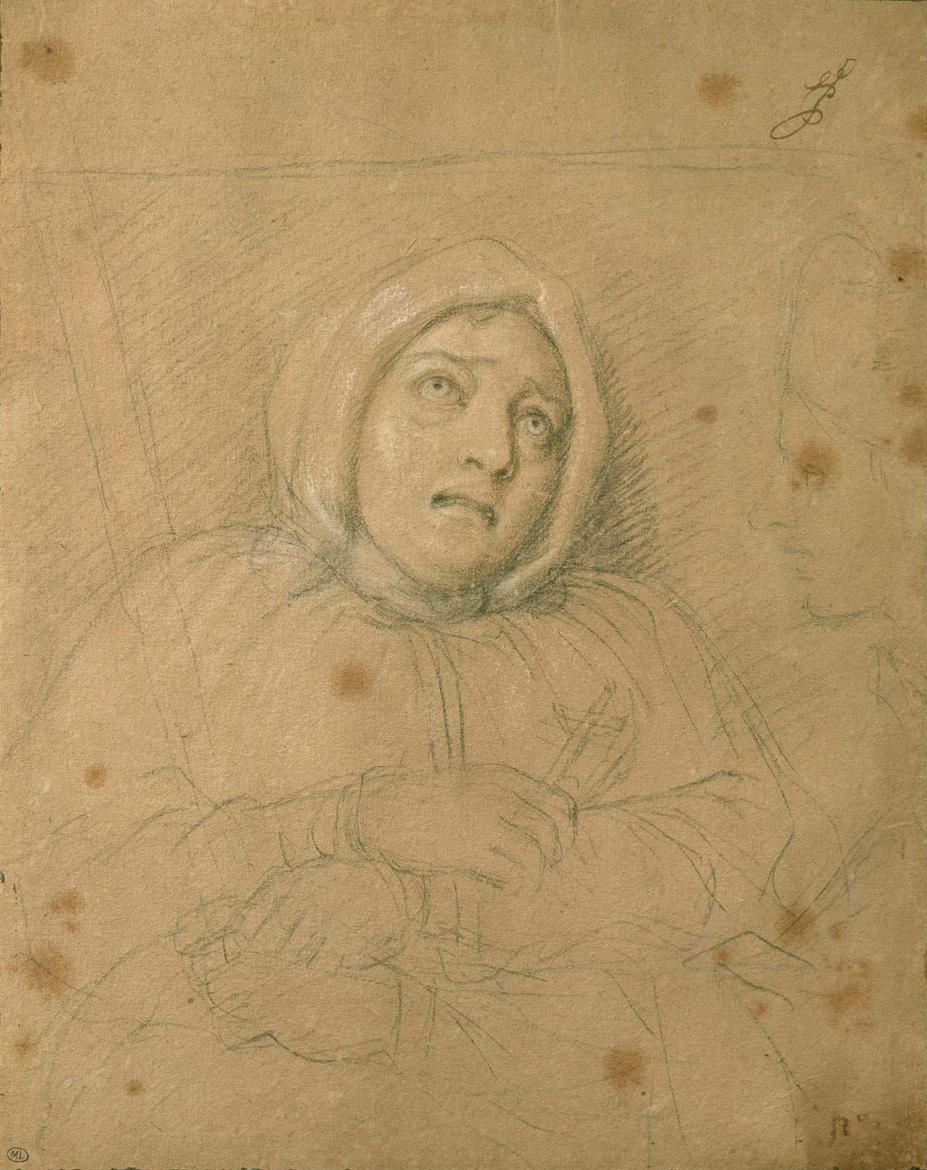
Charles Le Brun, Madame de Brinvilliers, 1676

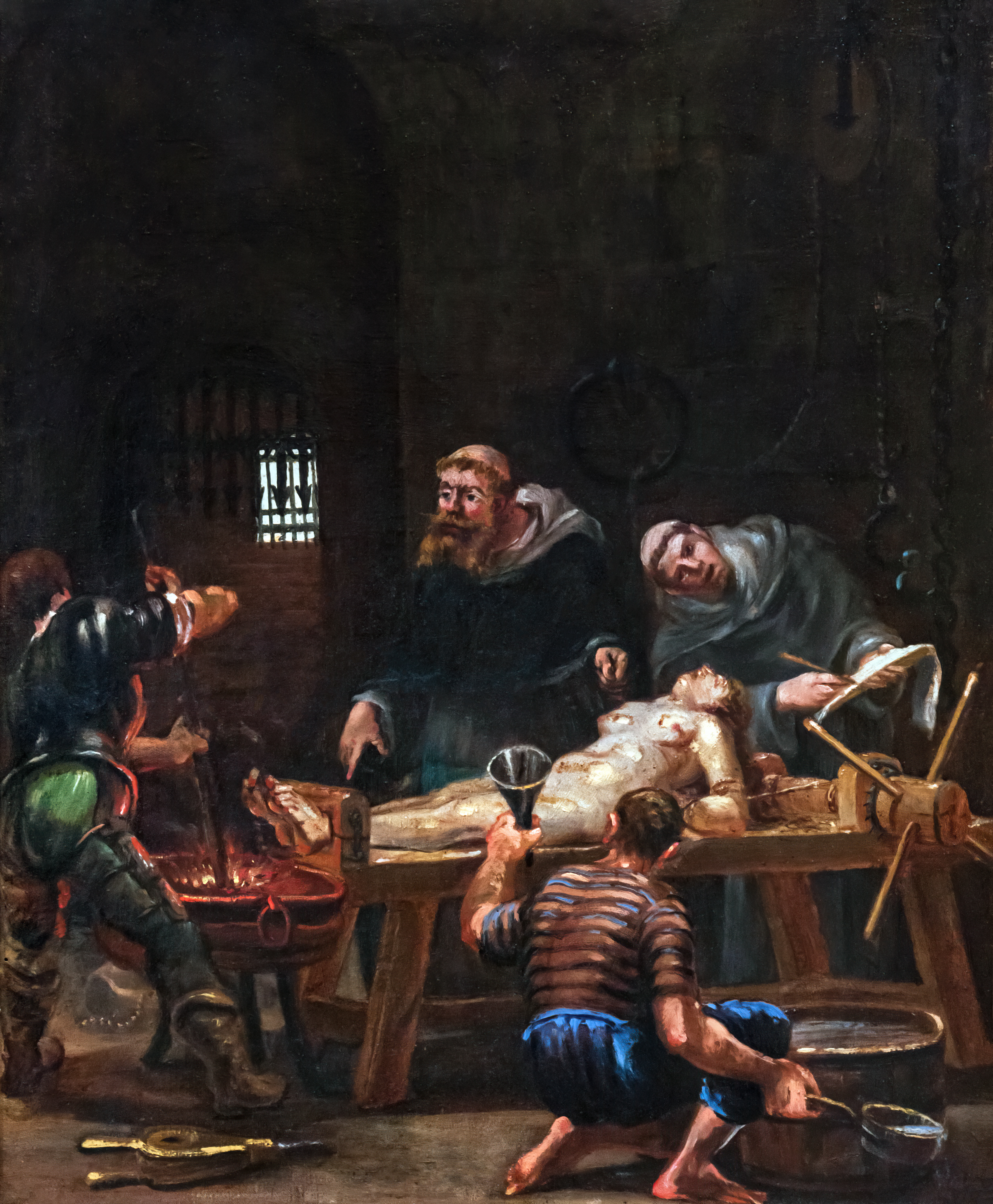
Madame de Brinvilliers podczas tortur

Madame de Brinvilliers, właśc. Marie-Madeleine-Marguerite d’Aubray, Markiza de Brinvilliers, z domu margrabina d’Aubray (ur. 22 lipca 1630, zm. 17 lipca 1676 w Paryżu) – francuska trucicielka, której proces rozpoczął w kraju aferę trucicielską.

## Życiorys
Córka radcy parlamentu Antoine’a Dreuxa d’Aubraya. Podczas procesu Madame zeznała, że w wieku siedmiu lat była wykorzystywana seksualnie, ale nie nazwała winowajcy. Zeznała też, że miała relację seksualną z młodszym bratem Antoine, którego potem otruła
W 1651 roku poślubiła Antoine’a Gobelina, margrabiego de Brinvilliers, barona de Nourar, regimentarza pułku normandzkiego. Miała wielu kochanków, podczas procesu wyznała, że troje jej dzieci miało nie być Antoine’a. Jednym z jej kochanków był Godin de Sainte-Croix. Jej ojciec, niezadowolony z niewierności córki, doprowadził do aresztu Sante-Croix w Bastylii, gdzie ten miał się nauczyć przyrządzania trucizn, a po uwolnieniu przekazać tę wiedzę Madame.
W 1666, Madame otruła ojca, który zmarł 10 września. Madame wynajęła człowieka, który przez długi okres podawał d’Aubrayowi truciznę opracowaną przez Glasera, sprawiającą, że śmierć wyglądała jak ta z przyczyn naturalnych.
W 1670 otruła dwóch braci: Antoine zmarł 17 czerwca, François we wrześniu. Autopsje wykazały podejrzany kolor wnętrzności obu braci, ale i tak zakończyły się uznaniem, że umarli z powodu „złośliwych humorów”. Madame dokonała tych zabójstw w celu odziedziczenia posiadłości i majątku swoich (męskich) członków rodziny.
Kiedy Sante-Croix zmarł z przyczyn naturalnych w 1672, odkryto jego listy, w których opisywał poczynania swoje i kochanki. Kiedy w 1673 wydano nakaz aresztowania markizy, ta uciekła, planując ukrycie się w Anglii Uciekłszy z rodzinnych stron, przebywała w Cambrai, Valenciennes, i Antwerpii. W 1676, próbowała zamieszkać w klasztorze w Liège, gdzie została rozpoznana przez władze i aresztowana. Po kilku dniach tortur i ostatecznym przyznaniu się do zarzucanych jej win, Brinvilliers została skazana na śmierć. Na dzień egzekucji wyznaczono 17 lipca. Od świtu torturowano ją tak zwaną tocą (tortura polegająca na zmuszeniu ofiary do połknięcia około ośmiu litrów wody i jednoczesnym rozciąganiu), po czym przewieziono skazaną na miejsce egzekucji, ścięto (jako szlachcianka miała prawo do śmierci od miecza) i spalono na stosie.
Proces i sensacyjne wyznanie winy skruszonej markizy zwróciły uwagę na sporą liczbę nagłych i niewyjaśnionych śmierci wśród przedstawicieli arystokracji w ostatnim czasie, co zapoczątkowało aferę trucicielską na dworze Króla-Słońce.